# Stadtkirchenkreis Kassel
Der Stadtkirchenkreis Kassel ist ein Kirchenkreis der Evangelischen Kirche von Kurhessen-Waldeck im Sprengel Kassel. In 22 Gemeinden des Kirchenkreises lebten (Stand 2017) rund 79.000 evangelische Christen, derzeit (Stand Ende 2024) sind es nur noch 56.017 Mitglieder. Leiter des Kirchenkreises sind Dekanin Barbara Heinrich und Dekan Michael Glöckner. Der Sitz des Dekanats und des Stadtkirchenamts ist am Lutherplatz.

## Gemeinden
Der Kirchenkreis besteht aus folgenden Kirchengemeinden zu denen zum Teil mehrere Kirchen gehören:
- Trinitatiskirchengemeinde Bettenhausen/Forstfeld
- Versöhnungskirche Bossental
- Brasselsberg
- Hoffnungskirchengemeinde Fasanenhof/Wesertor
- Harleshausen
- Jungfernkopf
- Petruskirchengemeinde Kirchditmold
- Niederzwehren
- Philippuskirchengemeinde Rothenditmold/Nordstadt
- Thomaskirche Oberzwehren
- Kassel-Süd
- Kassel-Mitte (Martinskirche, Lutherkirche, Karlskirche)
- Südstadt
- Dreifaltigkeitskirche Süsterfeld/Helleböhn
- Kirchengemeinde Friedenskirche
- Kirchengemeinde Kreuzkirche
- Kirche Waldau
- Wehlheiden (Adventskirche)
- Wilhelmshöhe (Christuskirche)
- Wolfsanger

## Lage
Der Stadtkirchenkreis grenzt im Westen an den Kirchenkreis Wolfhagen, im Süden an den Kirchenkreis Melsungen, im Osten an den Kirchenkreis Münden (Landeskirche Hannovers) und ist sonst vom Kirchenkreis Kaufungen umgeben.